# Agrotis grancanariae
Agrotis grancanariae är en fjärilsart som beskrevs av Rudolf Pinker 1974. Agrotis grancanariae ingår i släktet Agrotis och familjen nattflyn. Inga underarter finns listade i Catalogue of Life.